# Isaac Núñez de Arenas
Isaac Núñez de Arenas (Huete, 3 de junio de 1812 - 2 de abril de 1869) fue un jurista, periodista y escritor español.

## Biografía
Nacido en la localidad conquense de Huete el 3 de junio de 1812, era hijo de don Leoncio Núñez de Arenas, fiel de fechos de la Real Hacienda de Huete, y de María del Carmen Blanco. Estudió leyes en Alcalá de Henares y Madrid, donde se estableció. Colaboró en La Legalidad, El Español, Juventud Republicana, El Nuevo Régimen, El Heraldo Escolar y La Asamblea Federal. Fue auditor de guerra y ministro togado del Tribunal Supremo de Guerra y Marina. Catedrático de Literatura en la Universidad Central, fue elegido miembro de la Real Academia Española, trabajó en su Diccionario y Diccionario de sinónimos. Casó con Matilde Castro Irastorza y era hermano de Bernardino Núñez de Arenas. Falleció el 2 de abril de 1869.

## Obras
Publicó una Gramática general, Elementos filosóficos de literatura estética, Bases para la reforma de la Justicia Militar y dos traducciones, la de los tres tomos del Curso completo de Filosofía de M. J. Tissot (Madrid, 1850) y una muy reimpresa de la célebre novela de Edward Bulwer Lytton, Los últimos días de Pompeya. También compuso un Discurso pronunciado en la solemne inauguración del año académico de 1862 a 1863 en la Universidad Central... (Madrid, 1862).